# Willy Delajod

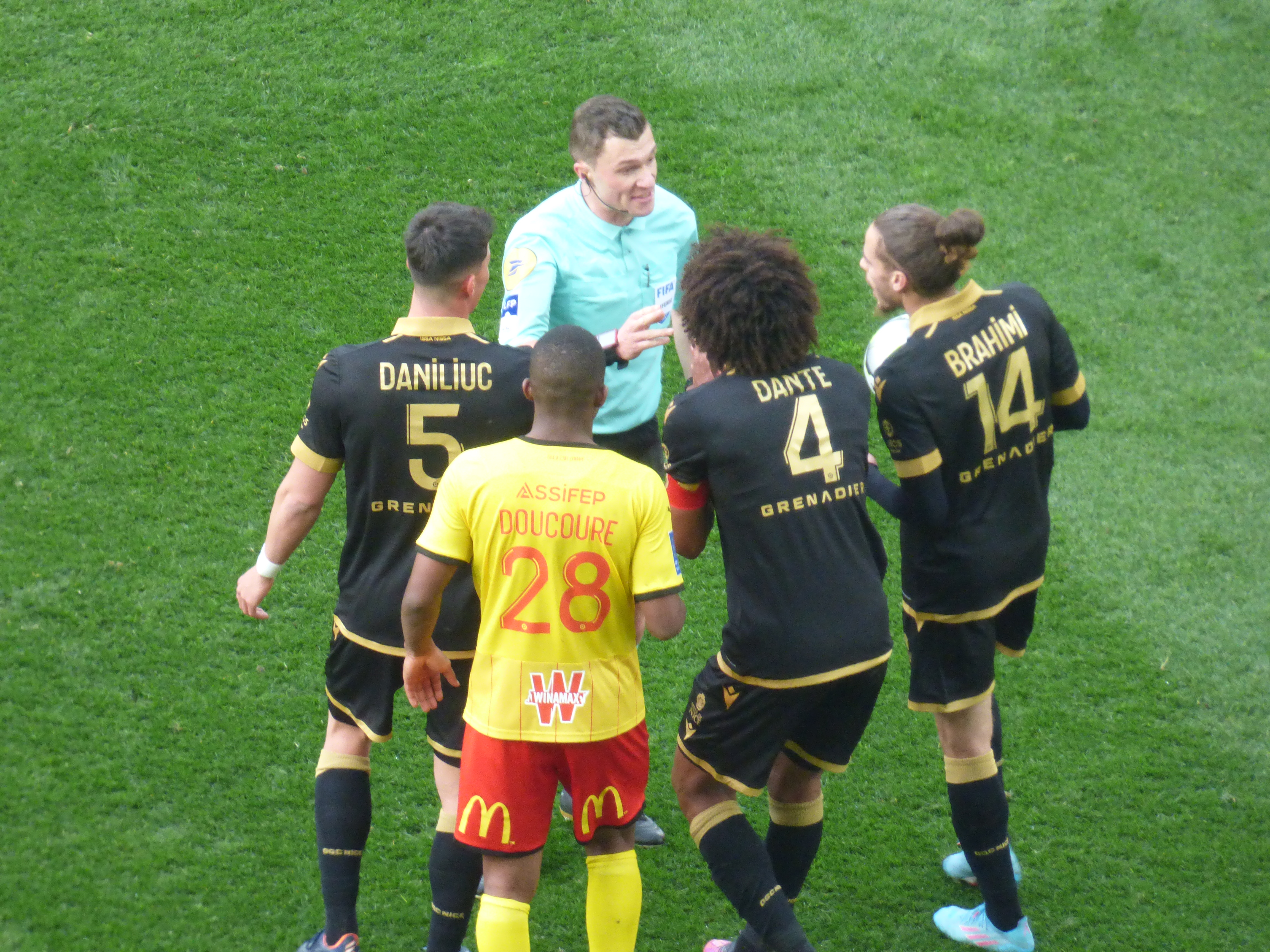
Willy Delajod après avoir délivré un carton rouge le 10 avril 2022, au Stade Bollaert-Delelis.

Willy Delajod, né le 25 septembre 1992, est un arbitre international de football français. Passé par différentes étapes de formation et d’évolution, il est devenu l'un des arbitres les plus prometteurs de sa génération. Depuis le 1er juillet 2018, il officie en Ligue 1 et est arbitre international depuis le 1er janvier 2020.

## Biographie

### Carrière d'arbitre

#### Début de carrière
Willy Delajod a commencé comme joueur de football au club de Saint-Pierre-en-Faucigny, en Haute-Savoie, jusqu’à l’âge de treize ans. Une blessure l’a amené à s’essayer à l’arbitrage lors d’un match de jeunes de son club, une expérience qu’il a immédiatement appréciée. Encouragé par ses dirigeants, il a passé l’examen d’arbitrage en 2006, devenant officiellement arbitre un an plus tard. En 2008, il accède au niveau de jeune arbitre de Ligue,.
Afin de progresser dans sa carrière, Willy Delajod rejoint la section sportive de Villeurbanne. Il y reste trois ans. Il exprime une grande reconnaissance envers Richard Pion, son formateur, pour l’accompagnement dont il a bénéficié.

#### Ascension dans l’arbitrage
En 2011, Willy Delajod devient jeune arbitre fédéral (JAF) et arbitre dans les championnats nationaux de jeunes pendant trois ans. Sa carrière prend un tournant en 2013 lorsqu’il est désigné pour arbitrer la finale de la Coupe Gambardella entre Bordeaux et Sedan.
Puis il gravit les échelons un par un:
- 2013-2014 : Passage en Fédéral 4, officiant dans les championnats de CFA et CFA2.
- 2014-2015 : Promotion en Fédéral 3, avec des arbitrages en championnat National.
- 1er janvier 2016 : Accession au niveau Fédéral 2, lui permettant d’arbitrer en Ligue 2.
- 1er juillet 2018 : Promotion en Ligue 1.

Il arbitre alors régulièrement de nombreuses compétitions européennes organisées par l'UEFA.

#### OM-Monaco Sous pression: l’arbitre face aux critiques et au harcèlement
Après un match de Ligue 1 opposant Marseille à Monaco en janvier 2024, l’arbitre Willy Delajod a été vivement critiqué pour ses décisions, notamment deux cartons rouges attribués aux joueurs monégasques. Ces choix ont déclenché une vague de mécontentement de la part du club et des supporters. La situation a pris une tournure personnelle lorsque Delajod a été harcelé par des appels anonymes et des messages haineux sur les réseaux sociaux, au point de devoir supprimer ces contenus avec l’aide de son agence de communication face à cette pression intense, il a exprimé son ressenti, évoquant le sentiment de solitude ressenti par les arbitres dans ces situations. Il a également été temporairement écarté des terrains, une décision qu’il a perçue comme une sanction autant qu’une protection,,.

### Willy Delajod, arbitre international et le confinement de 2020
Willy Delajod a été promu arbitre international le 1er janvier 2020. Durant la saison 2019-2020, il a officié en Ligue 1, Ligue 2, Coupe de France et Coupe de la Ligue. Lors de la pandémie de COVID-19, comme beaucoup, il a dû s'adapter aux contraintes du confinement pour maintenir sa condition physique et son lien avec le football. Pendant le confinement, Willy Delajod a su organiser ses entraînements grâce aux conseils prodigués par la Direction Technique de l’Arbitrage (DTA) et son préparateur physique.
Il arbitrera la finale de l'Euro 2024 entre l'Espagne et l'Angleterre en qualité d'arbitre VAR au sein de l’équipe arbitrale de François Letexier.

## Statistiques*
*Comprenant les rôles d'arbitre central, arbitre assistant et arbitre VAR
| Catégorie                            | Nombres de matchs | Catégorie                                     | Nombres de matchs |
| Ligue 1                              | 175               | Éliminatoires Coupe du monde (Europe)         | 1                 |
| Ligue 2                              | 59                | Qualification Euro                            | 4                 |
| Playoffs Ligue 2/National            | 1                 | UEFA Youth League                             | 1                 |
| National                             | 14                | UEFA Nations League A                         | 5                 |
| Coupe de France                      | 25                | UEFA Nations League B                         | 3                 |
| Coupe de la Ligue                    | 7                 | UEFA Nations League C                         | 1                 |
| Trophée des Champions                | 1                 | UEFA Euro qualifying U21                      | 3                 |
| UEFA Champions League                | 34                | UEFA Euro qualifying U19                      | 2                 |
| UEFA Champions League Qualification  | 6                 | 2022 UEFA Under-17 Euro                       | 5                 |
| UEFA Europa League                   | 16                | Championnat d'Europe de football espoirs 2023 | 4                 |
| UEFA Europa League Qualification     | 3                 | Ligue Classic groupe 2 (Suisse)               | 1                 |
| UEFA Conference League               | 6                 | Super League Play-off (Suisse)                | 4                 |
| UEFA Conference League Qualification | 3                 | Liga interregional Gruppe 5 (Suisse)          | 1                 |
| Championnat d'Europe 2024            | 7                 | Liga Portugal (Portugal)                      | 1                 |
| Coupe du monde des clubs             | 3                 | FIFA Arab Cup Qualifikation                   | 1                 |
| Amicaux internationaux               | 11                |                                               |                   |
| ------------------------------------ | ----------------- | --------------------------------------------- | ----------------- |